# Katie Boulterová
Katie Boulterová (nepřechýleně Boulter, * 1. srpna 1996 Leicester) je britská profesionální tenistka. Ve své dosavadní kariéře na okruhu WTA Tour vyhrála tři turnaje, když ovládla Nottingham Open v letech 2023 a 2024 i San Diego Open 2024. V sérii WTA 125 vybojovala jednu singlovou trofej. V rámci okruhu ITF získala sedm titulů ve dvouhře a čtyři ve čtyřhře.
Na žebříčku WTA byla ve dvouhře nejvýše klasifikována v listopadu 2024 na 23. místě a ve čtyřhře v lednu 2025 na 277. místě. Hlavní trenérkou je Srbka Biljana Veselinovićová. Na juniorském kombinovaném žebříčku ITF nejvýše figurovala v březnu 2014 na 10. místě. Připravuje se v Národním tenisovém centru britského tenisového svazu v Roehamptonu pod trenérským vedením Jeremy Batese, Nigela Searse a Marka Taylora.
V juniorské kategorii odešla jako poražená finalistka ze čtyřhry Australian Open 2014, když se Srbkou Ivanou Jorovićovou podlehly v boji o titul ukrajinsko-ruskému páru Anhelina Kalininová a Jelizaveta Kuličkovová.
V britském týmu Billie Jean King Cupu debutovala v roce 2018 základním blokem 1. skupiny zóny Evropy a Afriky proti Portugalsku, v němž vyhrála s Annou Smithovou čtyřhru. Britky zvítězily 3:0 na zápasy. Do září 2025 v soutěži nastoupila k osmnácti mezistátním utkáním s bilancí 13–6 ve dvouhře a 3–0 ve čtyřhře.
Spolu s Cameronem Norriem vytvořila britský tým na Hopman Cupu 2019. Velkou Británii reprezentovala na Letních olympijských hrách 2024 v Paříži. V úvodu dvouhry podlehla Slovence Anně Karolíně Schmiedlové. Do ženské čtyřhry nastoupila s Heather Watsonovou. Ve čtvrtfinále nestačily na pozdější olympijské vítězky Saru Erraniovou s Jasmine Paoliniovou z Itálie.

## Tenisová kariéra
Tenistka pocházející z leicesterského Woodhouse Eaves debutovala na okruhu ITF v dubnu 2011, když na turnaji v britském Bournemouthu s dotací 10 tisíc dolarů prošla kvalifikací. Ve čtvrtfinále dvouhry podlehla krajance Scarlett Wernerové. Premiérový singlový titul v této úrovni tenisu vybojovala během května 2014 v egyptském Šarm aš-Šajchu, akci s rozpočtem deset tisíc dolarů. Ve finále přehrála krajanku Eden Silvovou.
V singlu okruhu WTA Tour debutovala na březnovém Miami Open 2018 z kategorie Premier Mandatory, kde prošla kvalifikačním sítem. V úvodní fázi dvouhry však podlehla Tchajwance Sie Šu-wej. Do prvního čtvrtfinále se probojovala na travnatém Nature Valley Open 2018 v Nottinghamu, kam obdržela divokou kartu. Po výhrách nad Belgičankou Yaninou Wickmayerovou a Australankou Samanthou Stosurovou skončila ve čtvrtfinále na raketě nejvýše nasazené a pozdější vítězky Ashleigh Bartyové.

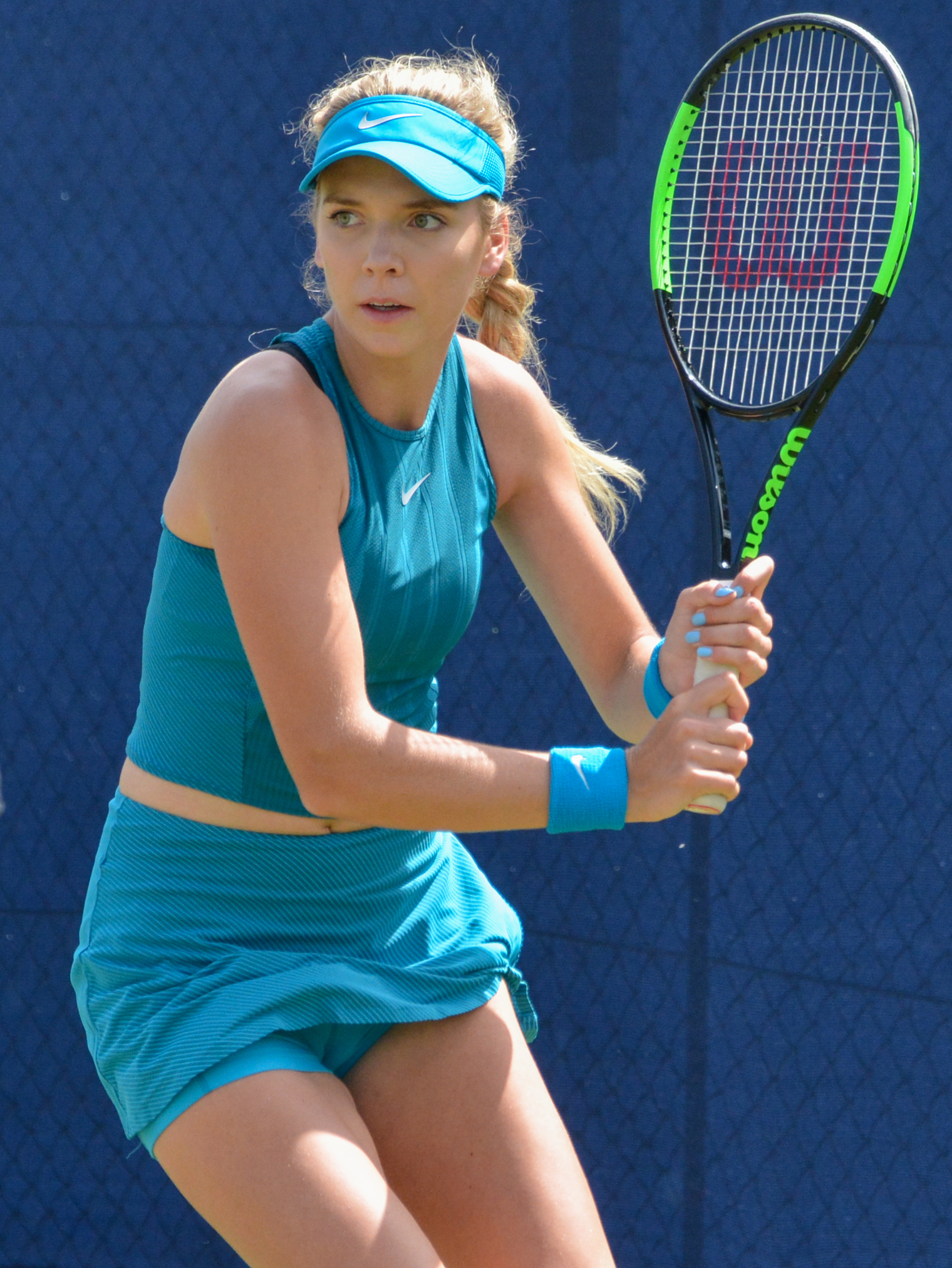
Na turnaji okruhu ITF v Surbitonu, 2018

Průlom do elitní světové stovky žebříčku WTA dvouhry zaznamenala v jeho vydání z 15. října 2018, když se posunula ze 101. na 96. místo.
Debut v hlavní soutěži nejvyšší grandslamové kategorie přišel v ženském deblu Wimbledonu 2017, do nějž získaly s krajankou Katie Swanovou divokou kartu. V prvním kole však nenašly recept na čtvrtou nasazenou dvojici Tímea Babosová a Andrea Hlaváčková. Dvouhru majoru si, díky divoké kartě, premiérově zahrála ve Wimbledonu 2018. Po vítězství nad Paraguaykou Verónicou Cepedeovou Roygovou ji ve druhém kole vyřadila osmnáctá nasazená Japonka Naomi Ósakaová. Wimbledonské kvalifikace se poprvé zúčastnila již v roce 2014.
Členku první světové desítky poprvé porazila na červnovém Rothesay International Eastbourne 2022, kde startovala na divokou kartu. Ve druhém kole vyřadila sedmou hráčku žebříčku Karolínu Plíškovou než ji vyřadila pozdější šampionka Petra Kvitová. O týden později ve druhé fázi Wimbledonu 2022 opět porazila Karolínu Plíškovou na centrálním dvorci. Premiérově tak postoupila do třetího kola grandslamu, v němž získala jen dva gamy na Francouzku Harmony Tanovou.

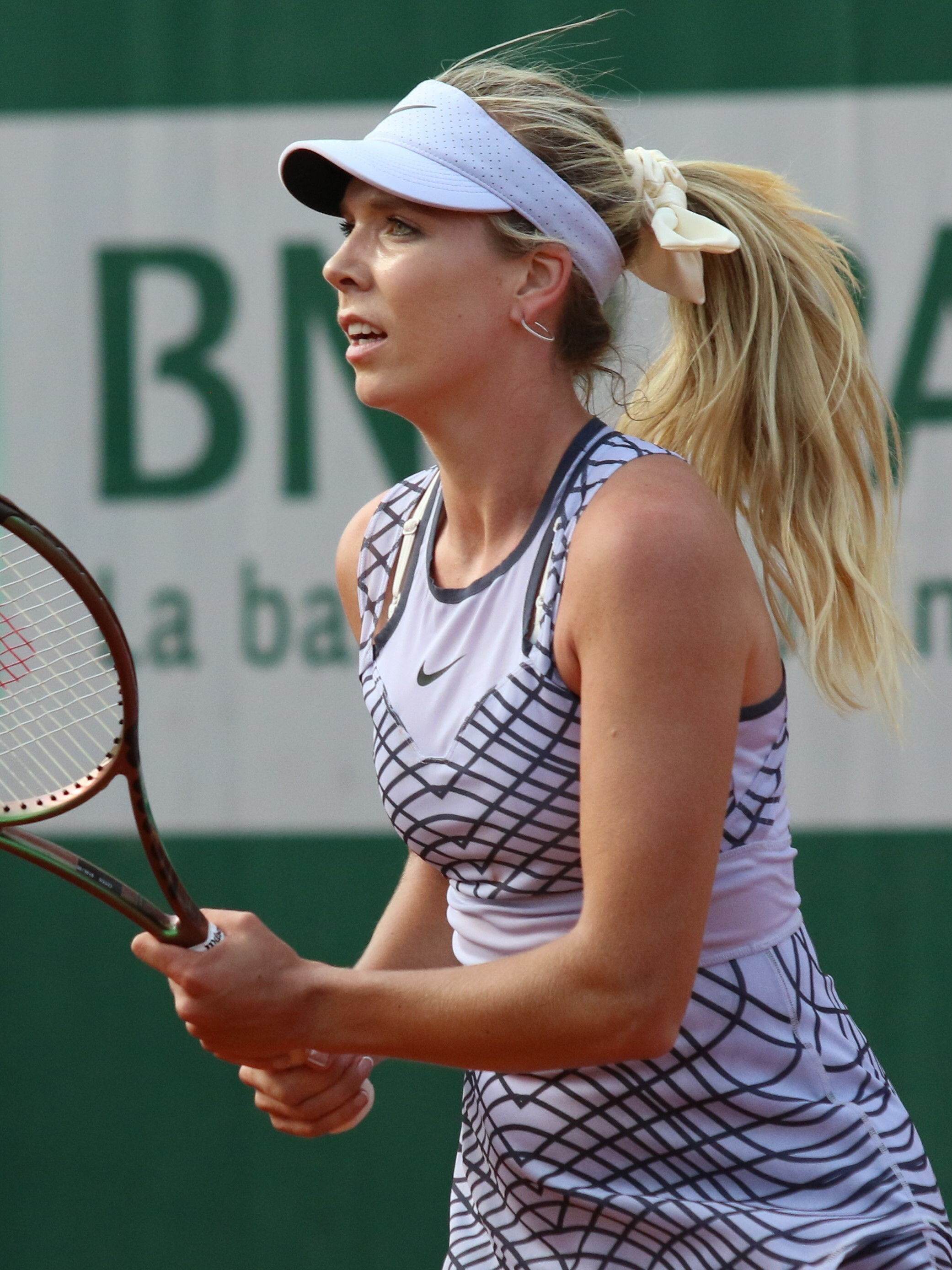
Během French Open 2023

První titul na okruhu WTA získala na travnatém Rothesay Open Nottingham 2023 hraném v Nottinghamu, kde startovala díky divoké kartě pořadatelů. V semifinále porazila krajanku Heather Watsonovou ve finále pak další Britku Jodie Burrageovou ve třetím ryze britské finále na túře WTA a prvním od výhry Sue Barkerové nad Virginií Wadeovou v San Franciscu 1977. Boulterová se po skončení posunula na nové kariérní maximum, do osmé desítky žebříčku WTA, a stala se tak novou britskou jedničkou. Druhou trofej vybojovala na kalifornském San Diego Open 2024. Ve druhém kole otočila průběh proti světové třináctce Beatriz Haddad Maiové. Dvousetové výhry pak zaznamenala nad osmadvacátou v pořadí Donnou Vekićovou i o dvě místa výše postavenou Emmou Navarrovou. Ve finále zdolala o šest let mladší Ukrajinku Martu Kosťukovou ze čtvrté světové desítky, přestože ztratila úvodní sadu. Po Kontaové se stala druhou britskou šampionkou v kategorii WTA 500 a po skončení debutovala v elitní světové třicítce, na 27. místě.

## Soukromý život
Partnerský vztah s australským tenistou Alexem de Minaurem navázala v roce 2020. Dvojice jej poprvé veřejně medializovala na Mezinárodní den žen 2021. Jako spoluhráči poprvé nastoupili do smíšené čtyřhry ve Wimbledonu 2023. V prosinci 2024 se zasnoubili.

## Finále na okruhu WTA Tour

### Dvouhra: 3 (3–0)
| Legenda                                      |
| -------------------------------------------- |
| Grand Slam (0)                               |
| Turnaj mistryň (0)                           |
| Premier Mandatory & Premier 5 / WTA 1000 (0) |
| Premier / WTA 500 (1–0)                      |
| International / WTA 250 (2–1)                |

| Stav       | č. | datum             | turnaj                             | kategorie | povrch | soupeřka ve finále | výsledek      |
| ---------- | -- | ----------------- | ---------------------------------- | --------- | ------ | ------------------ | ------------- |
| Vítězka    | 1. | 18. června 2023   | Nottingham, Spojené království     | WTA 250   | tráva  | Jodie Burrageová   | 6–3, 6–3      |
| Vítězka    | 2. | 3. března 2024    | San Diego, Spojené státy           | WTA 500   | tvrdý  | Marta Kosťuková    | 5–7, 6–2, 6–2 |
| Vítězka    | 2. | 16. června 2024   | Nottingham, Spojené království (2) | WTA 250   | tráva  | Karolína Plíšková  | 4–6, 6–3, 6–2 |
| Finalistka | 1. | 3. listopadu 2024 | Hongkong, Čína                     | WTA 250   | tvrdý  | Diana Šnajderová   | 1–6, 2–6      |

## Finále série WTA 125

### Dvouhra: 1 (1–0)
| Legenda       |
| ------------- |
| WTA 125 (1–0) |

| Stav    | č. | datum       | turnaj         | povrch | soupeřka ve finále | výsledek      |
| ------- | -- | ----------- | -------------- | ------ | ------------------ | ------------- |
| Vítězka | 1. | květen 2025 | Paříž, Francie | antuka | Chloé Paquetová    | 3–6, 6–2, 6–3 |

## Finále na okruhu ITF
| Dotace turnajů okruhu ITF | Dotace turnajů okruhu ITF |
| ------------------------- | ------------------------- |
| 100 000 $ tournaments     | 80 000 $ tournaments      |
| 75 000 $ tournaments      | 60 000 $ tournaments      |
| 50 000 $ tournaments      | 25 000 $ tournaments      |
| 15 000 $ tournaments      | 10 000 $ tournaments      |

### Dvouhra: 16 (7–9)
| Stav       | č. | datum             | turnaj                       | povrch      | soupeřka ve finále     | výsledek                |
| ---------- | -- | ----------------- | ---------------------------- | ----------- | ---------------------- | ----------------------- |
| Finalistka | 1. | 27. dubna 2014    | Šarm aš-Šajch, Egypt         | tvrdý       | Amy Bowtellová         | 7–6(7–5), 0–6, 6–7(6–8) |
| Finalistka | 2. | 4. května 2014    | Šarm aš-Šajch, Egypt         | tvrdý       | Nina Stojanovićová     | 6–3, 4–6, 3–6           |
| Vítězka    | 1. | 11. května 2014   | Šarm aš-Šajch, Egypt         | tvrdý       | Eden Silvová           | 4–6, 6–4, 7–5           |
| Finalistka | 3. | 1. listopadu 2014 | Phuket, Thajsko              | tvrdý (h)   | Irina Ramialisonová    | 3–6, 0–6                |
| Vítězka    | 2. | 24. dubna 2016    | Šarm aš-Šajch, Egypt         | tvrdý       | Anastasija Pribylovová | 4–6, 6–3, 7–5           |
| Finalistka | 4. | 12. března 2017   | Mildura, Austrálie           | tráva       | Viktória Kužmová       | 2–6, 4–6                |
| Vítězka    | 3. | 2. dubna 2017     | Istanbul, Turecko            | tvrdý (h)   | Ayla Aksuová           | 6–3, 3–6, 6–3           |
| Finalistka | 5. | 21. května 2017   | Kurume, Japonsko             | koberec     | Laura Robsonová        | 3–6, 4–6                |
| Finalistka | 6. | 29. října 2017    | Óbidos, Portugalsko          | koberec     | Katie Swanová          | 0–5skreč                |
| Vítězka    | 4. | 23. dubna 2018    | Óbidos, Portugalsko          | koberec     | Urszula Radwańská      | 4–6, 6–3, 6–3           |
| Vítězka    | 5. | 13. května 2018   | Fukuoka, Japonsko            | koberec (h) | Xenija Lykinová        | 5–7, 6–4, 6–2           |
| Finalistka | 7. | 1. července 2018  | Southsea, Spojené království | tráva       | Kirsten Flipkensová    | 4–6, 7–5, 3–6           |
| Finalistka | 8. | říjen 2020        | Šarm aš-Šajch, Egypt         | tvrdý       | Joanna Garlandová      | 3–6, 6–3, 3–6           |
| Vítězka    | 6. | únor 2022         | Grenoble, Francie            | tvrdý (h)   | Anna Blinkovová        | 7–6(7–2), 6–7(6–8), 6–2 |
| Vítězka    | 7. | leden 2023        | Canberra, Austrálie          | tvrdý       | Jodie Burrageová       | 3–6, 6–3, 6–2           |
| Finalistka | 9. | květen 2023       | Fukuoka, Japonsko            | koberec     | Nacumi Kawagučiová     | bez boje                |

### Čtyřhra: 7 (4–3)
| Stav       | č. | datum              | turnaj                         | povrch  | spoluhráčka             | soupeřky ve finále                     | výsledek          |
| ---------- | -- | ------------------ | ------------------------------ | ------- | ----------------------- | -------------------------------------- | ----------------- |
| Vítězka    | 1. | 23. listopadu 2013 | Šarm aš-Šajch, Egypt           | tvrdý   | Justine De Sutterová    | Natela Dzalamidzeová Julija Hnatějková | 6–4, 7–6(8–6)     |
| Finalistka | 1. | 21. února 2014     | Nonthaburi, Thajsko            | tvrdý   | Sün Fang-jing           | Chan Sin-jün Čang Kchaj-lin            | 3–6, 0–6          |
| Vítězka    | 2. | 3. května 2014     | Šarm aš-Šajch, Egypt           | tvrdý   | Nina Stojanovićová      | Tung Siao-žung Pia Königová            | 6–4, 6–2          |
| Vítězka    | 3. | 11. května 2014    | Šarm aš-Šajch, Egypt           | tvrdý   | Nina Stojanovićová      | Jekatěrina Kljujevová Sofja Smaginová  | 6–2, 6–3          |
| Vítězka    | 4. | 18. července 2014  | Imola, Itálie                  | koberec | Katy Dunneová           | Anna Remondinová Lisa Sabinová         | 7–6(10–8), 6–3    |
| Finalistka | 2. | 8. srpna 2014      | Nottingham, Spojené království | tvrdý   | Freya Christieová       | Alison Baiová Mari Tanaková            | 4–6, 3–6          |
| Finalistka | 3. | 16. dubna 2016     | Šarm aš-Šajch, Egypt           | tvrdý   | Oleksandra Korašviliová | Melanie Klaffnerová Julia Wachaczyková | 4–6, 6–2, [11–13] |

## Finále na juniorském Grand Slamu

### Čtyřhra juniorek: 1 (0–1)
| Stav       | rok  | turnaj          | povrch | spoluhráčka      | soupeřky ve finále                         | výsledek |
| ---------- | ---- | --------------- | ------ | ---------------- | ------------------------------------------ | -------- |
| Finalistka | 2014 | Australian Open | tvrdý  | Ivana Jorovićová | Anhelina Kalininová Jelizaveta Kuličkovová | 4–6, 2–6 |